# 同胞 (映画)
同胞（はらから）は、1975年に松竹が制作、同年10月25日に公開した山田洋次監督の映画。岩手県の過疎の村で、青年会が劇団公演を計画し成功させるまでを描く青春映画。

## 概説
松竹の創業80周年記念作品として制作されており『故郷』『家族』に続く第三弾として制作された。
実話を基にしており、モデルとなった劇団「統一劇場」（ふるさときゃらばん、現代座、希望舞台）が公演シーンを演じている。
モデル地・ロケ地は岩手県岩手郡松尾村（現・八幡平市）。
作品冒頭のクレジット表記は「この作品の完成をまたず　不帰の人をなった　美術監督　佐藤公信氏の霊に　心から哀悼の意を　捧げます　山田洋次」

## ストーリー
岩手県の小さな村の青年会会長高志の許を、統一劇場（ふるさときゃらばん、現代座、希望舞台）の職員の秀子が訪れ、劇団の公演を提案する。高額な費用65万円が問題となり、青年会の議論は紛糾するが、高志の熱意に押され、公演の実施が決まる。青年会員の頑張りで850枚のチケットも完売するが、公演の直前になって有料の催しには会場は貸せないと中学校から断られるが・・・。

## 逸話
- このときの公演の作演出は石塚克彦、劇団ふるさときゃらばん主催のものであり、統一劇場から同様に分離した劇団希望舞台、劇団現代座の主催の演出作品ではない。
- DVDに収録されている特典映像の「特報」「予告編」には本編でカットされた没シーンが多く収録されている。
- 山田洋次監督作品で2回目のエンドクレジットロールを使用している作品であるが、エンドクレジットロール（横）は初めてである。
- 2014年には山田洋次、倍賞千恵子、寺尾聡ら映画出演者、関係者を集めて映画「同胞」40周年記念事業が行われている[3]。同事業は1995年の20周年記念の時にも開催されている[4]。

## スタッフ
- 原作・監督：山田洋次
- 製作：島津清、名島徹
- 脚本：山田洋次、朝間義隆
- 撮影：高羽哲夫
- 美術：佐藤公信
- 音楽：岡田京子
- 演奏：日本フィルハーモニー交響楽団
- 録音：中村寛
- 調音：松本隆司
- 照明：青木好文
- 編集：石井厳
- スチール：長谷川宗平
- 監督助手：五十嵐敬司
- 装置：小島勝男
- 装飾：露木幸次
- 効果：伊藤亮行
- 衣裳：松竹衣裳
- 現像：東洋現像所
- 進行：玉生久宗
- 製作主任：内藤誠
- ミュージカル「ふるさと」作 石塚克彦
- 主題歌：「ふるさと」キングレコード、作詞 石塚克彦、作曲 岡田京子、唄 倍賞千恵子
- 協力：岩手県松尾村、松尾村青年団体協議会、いすゞ自動車株式会社
- 映倫：18400
- 松竹八十年記念作品
- 昭和50年度文化庁芸術祭参加
- 日本青年団協議会推薦

❇ スタッフ本編クレジット表記順

## キャスト
- 河野秀子：倍賞千恵子
  - 本作の主人公。茨城県出身。吉祥寺から電車で15分程のところにある劇団に所属している(小金井とは言及されていない)。作中では岩手県盛岡市の劇団の支部に属している。ラストシーンで北海道滝川市に住んでいることが手紙の転送先で確認できる。離婚歴あり。
- 斉藤高志：寺尾聰
  - 青年会の会長。独身。農家。口下手な性格で佳代子に片思いをしているが言い出せずにいる。百姓生活に飽き飽きしており、畑仕事や青年会の活動にも身が入らない毎日を送る。
- 松尾村青年会員
- 統一劇場劇団員
- 松尾中学校校長：大滝秀治
- 柳田進：下條アトム
  - 村出身の青年で新宿の「中華飯店」に勤めているが実は下働き。実家を潰してドライブインを建て自分はそこの料理人になることを夢みている。高志と同じく佳代子に片思いしている。
- 木村茂：土谷亨
- 渡辺純一郎：河合進
- 福田愛子：岡本茉莉
  - 高志に片思いをしているが、高志は佳代子が好きなのを知っており、悩んでいる。役場に勤めている。
- 斉藤忠治：赤塚真人
  - 村のスナック経営者。田舎にしてはおしゃれな店を持っており秀子から「東京みたい」と言われている。
- 小野佳代子：市毛良枝
  - 村にいることを嫌がり東京へ上京したいとの願望を持ち、両親と喧嘩して東京へ単身上京。
- 菊地健一：笠井一彦
- 斉藤博志：井川比佐志
  - 高志の兄。三年前に妻は亡くなっている。二人の女の子の父親。盛岡の工場へ勤めているが農作業の繁忙期には家を手伝っている。
- 斉藤富美：杉山とく子
  - 高志の母。
- 斉藤晴美：木村晃子
- 小柳文治：下條正巳
  - 村の社会教育主事の担当者。
- 小野きぬ：三崎千恵子
  - 佳代子の実母。
- 消防団団長：渥美清
  - 団員を連れて公演先の中学校を訪れる。青年団の台詞から火気にはかなり厳しいらしい。
- 小野精一郎：今福正雄
  - 佳代子の父親。佳代子が上京することに大反対をしている。

オープニングクレジット表記キャスト
- 河野秀子：倍賞千恵子
- 斉藤高志：寺尾聰
- 松尾村青年会員
- 統一劇場劇団員

エンドクレジット表記キャスト
- 倍賞千恵子
- 寺尾聰
- 下條正巳
- 大滝秀治
- 井川比佐志
- 三崎千恵子
- 下條アトム
- 杉山とく子
- 今福正雄
- 赤塚真人
- 市毛良枝
- 土屋亨
- 河合進
- 岡本茉利
- 笠井一彦
- 仲恭司
- 木村賢治
- 羽生昭彦
- 戸川美子
- 原浩
- 木村晃子
- 木村祥子
- 田村勝彦
- 渥美清
- 松尾村青年会員
- 統一劇場劇団員

❇ 本編クレジット表記順　